# Башкиров, Евгений Олегович
Евге́ний Оле́гович Башки́ров (род. 6 июля 1991, Ленинград) — российский футболист, полузащитник финского клуба «Гнистан».

## Биография
В 2004 году сыграл в «Что? Где? Когда?» за команду телезрителей. На его видеовопрос магистр игры Александр Друзь не смог дать правильный ответ.
Воспитанник СДЮШОР «Зенит» Санкт-Петербург. С 2009 года стал играть за команду «Зенита» в молодёжном первенстве, дебютировал в матче 1-го тура против «Спартака», выйдя в основном составе. По итогам сезона молодёжный состав «Зенита» стал победителем первенства. Почти весь сезон 2011 года Башкиров пропустил из-за травмы.
В сентябре 2012 года был отдан в аренду в томскую «Томь», выступавшую в первенстве ФНЛ. По итогам сезона, команда вышла в Премьер-лигу. Башкиров в дебютном сезоне в «Томи» вышел на поле в 11 играх первенства ФНЛ.
1 июля 2013 года перешёл в «Томь» на постоянной основе. 20 июля в матче 2-го тура чемпионата России дебютировал в Премьер-лиге против «Кубани», выйдя на поле в основном составе и отметившись жёлтой карточкой. 9 ноября 2013 года забил свой первый гол за «Томь», поразив ворота московского «Локомотива» в игре, завершившейся победой томичей со счётом 2:0. По итогам сезона 2013/14 был признан лучшим игроком «Томи». 27 мая 2016 года, в стыковом матче за выход в Премьер-лигу с «Кубанью», забил один из решающих мячей, который позволил томской команде выйти в Премьер-лигу.
Летом 2016 года, по окончании контракта с «Томью», на правах свободного агента перешёл в «Крылья Советов». Дебютировал в составе самарского клуба 1 августа 2016 года в матче с «Тереком». В январе 2019 года «Крылья Советов» расторгли контракт с Башкировым. Зимой 2019 года перешел в казанский «Рубин». 3 мая в матче 27-го тура чемпионата России забил свой первый гол за «Рубин» в ворота «Оренбурга».
26 февраля 2020 года подписал контракт с люблинским «Заглембе». 26 июня 2020 года в матче чемпионата Польши против «Короны» из Кельце оформил дубль, забив оба гола из-за пределов штрафной площади. 12 сентября 2021 года в гостевом матче 7-го тура чемпионата Польши вышел на замену на 82-й минуте и забил победный гол на 7-й компенсированной минуте. В апреле 2022 года расторг контракт с «Заглембе», после чего поддерживал форму в расположении казанского «Рубина». Осенью того же года находился в стане андоррского клуба «Санта-Колома», но из-за проблем с документами в команде не остался.
В марте 2023 года подписал контракт с финским ВПС. В сезоне-2023 завоевал с клубом бронзовые медали чемпионата, был признан лучшим полузащитником чемпионата. 
В январе 2025 года перешёл в финский «Гнистан».

## Достижения
Командные
«Томь»
- Серебряный призёр Первенства ФНЛ: 2012/13
- Бронзовый призёр Первенства ФНЛ: 2015/16

«Крылья Советов»
- Серебряный призёр Первенства ФНЛ: 2017/18

ВПС
- Бронзовый призёр чемпионата Финляндии: 2023

Личные
- Лучший игрок ФК «Томь»: 2013/14

## Статистика
| Выступление             | Выступление      | Выступление      | Лига | Лига | Кубок | Кубок | Еврокубки | Еврокубки | Прочие | Прочие | Итого | Итого |
| Клуб                    | Лига             | Сезон            | Игры | Голы | Игры  | Голы  | Игры      | Голы      | Игры   | Голы   | Игры  | Голы  |
| ----------------------- | ---------------- | ---------------- | ---- | ---- | ----- | ----- | --------- | --------- | ------ | ------ | ----- | ----- |
| Томь                    | ФНЛ              | → 2012/13        | 11   | 0    | 1     | 0     | —         | —         | —      | —      | 12    | 0     |
| Томь                    | Премьер-лига     | 2013/14          | 22   | 1    | 2     | 0     | —         | —         | 2      | 1      | 26    | 2     |
| Томь                    | ФНЛ              | 2014/15          | 33   | 3    | 1     | 0     | —         | —         | 2      | 0      | 36    | 3     |
| Томь                    | ФНЛ              | 2015/16          | 30   | 0    | 1     | 0     | —         | —         | 2      | 1      | 33    | 1     |
| Томь                    | Итого            | Итого            | 96   | 4    | 5     | 0     | —         | —         | 6      | 2      | 107   | 6     |
| Крылья Советов (Самара) | Премьер-лига     | 2016/17          | 22   | 0    | 1     | 0     | —         | —         | —      | —      | 23    | 0     |
| Крылья Советов (Самара) | ФНЛ              | 2017/18          | 32   | 1    | 3     | 1     | —         | —         | —      | —      | 35    | 2     |
| Крылья Советов (Самара) | Премьер-лига     | 2018/19          | 13   | 0    | 2     | 0     | —         | —         | —      | —      | 15    | 0     |
| Крылья Советов (Самара) | Итого            | Итого            | 67   | 1    | 6     | 1     | —         | —         | —      | —      | 73    | 2     |
| Рубин                   | Премьер-лига     | 2018/19          | 12   | 1    | 1     | 0     | —         | —         | —      | —      | 13    | 1     |
| Рубин                   | Премьер-лига     | 2019/20          | 11   | 1    | 1     | 0     | —         | —         | —      | —      | 12    | 1     |
| Рубин                   | Итого            | Итого            | 23   | 2    | 2     | 0     | —         | —         | —      | —      | 25    | 2     |
| Всего за карьеру        | Всего за карьеру | Всего за карьеру | 186  | 7    | 13    | 1     | —         | —         | 6      | 2      | 205   | 10    |